# 西岡洋子
西岡 洋子（にしおか ようこ）は、日本の情報学者。駒澤大学グローバル・メディア・スタディーズ学部教授。専門はメディア産業論、比較制度分析。

## 略歴
山口県出身。東京女子大学文理学部社会学科卒業。ペンシルベニア大学アネンバーグコミュニケーション大学院修士課程修了。慶應義塾大学大学院政策・メディア研究科博士課程単位取得満期退学。2007年、慶應義塾大学より博士（政策・メディア）の学位を取得。
海外コンサルティング企業協会、情報通信総合研究所を経て、2006年駒澤大学グローバル・メディア・スタディーズ学部准教授、2012年教授。

## 著書
- 『国際電気通信市場における制度形成と変化』（慶應義塾大学出版会, 2007年）